# Mandjelia wyandotte
Espèce
Mandjelia wyandotte est une espèce d'araignées mygalomorphes de la famille des Barychelidae.

## Distribution
Cette espèce est endémique du Queensland en Australie. Elle se rencontre vers le mont Garnet.

## Description
La carapace de la femelle holotype mesure 10,40 mm de long sur 10,10 mm.

## Étymologie
Son nom d'espèce lui a été donné en référence au lieu de sa découverte, Wyandotte Creek.

## Publication originale
- Raven, 1994 : Mygalomorph spiders of the Barychelidae in Australia and the Western Pacific. Memoirs of the Queensland Museum, vol. 35, no 2, p. 291-706 (texte intégral).